# Rookie del Año de la WNBA
El premio Rookie del año de la WNBA es otorgado anualmente desde 1998 por la WNBA, a la mejor novata (rookie) de la temporada regular. La jugadora es seleccionada por un panel de periodistas deportivos de los Estados Unidos, cada uno elige a quienes considera las mejores tres rookies de la temporada regular, a la que se coloca en primer puesto se le dan cinco puntos, a la segunda tres puntos y a la tercera un punto, la jugadora con mayor número de votos totales, independientemente del número de votos de primera posición, gana el premio.
La ganadora recibe $5,000 dólares y un trofeo especialmente diseñado por Tiffany & Co.
La Rookie del año en 2003 Cheryl Ford y la del 2011 Maya Moore son las únicas jugadoras en ganar en su temporada de Rookie también su primer campeonato WNBA.
La ganadora del Rookie del año en 2008 Candace Parker es la primera jugadora en ganar también el MVP esa temporada.
La ganadora del Rookie del año en 2020, Crystal Dangerfield, es la primera ganadora de este premio que no fue elegida en la primera ronda del draft de la WNBA. Fue elegida en la segunda ronda del draft de 2020 como la 16.ª selección general.

## Ganadoras
| Temporada | Jugador             | Nacionalidad   | Equipo             | Draft    | Draft |
| Temporada | Jugador             | Nacionalidad   | Equipo             | Elección | Año   |
| --------- | ------------------- | -------------- | ------------------ | -------- | ----- |
| 1998      | Tracy Reid          | Estados Unidos | Charlotte Sting    | 7        | 1998  |
| 1999      | Chamique Holdsclaw  | Estados Unidos | Washington Mystics | 1        | 1999  |
| 2000      | Betty Lennox        | Estados Unidos | Minnesota Lynx     | 6        | 2000  |
| 2001      | Jackie Stiles       | Estados Unidos | Portland Fire      | 4        | 2001  |
| 2002      | Tamika Catchings    | Estados Unidos | Indiana Fever      | 3        | 2001  |
| 2003      | Cheryl Ford         | Estados Unidos | Detroit Shock      | 3        | 2003  |
| 2004      | Diana Taurasi       | Estados Unidos | Phoenix Mercury    | 1        | 2004  |
| 2005      | Temeka Johnson      | Estados Unidos | Washington Mystics | 6        | 2005  |
| 2006      | Seimone Augustus    | Estados Unidos | Minnesota Lynx     | 1        | 2006  |
| 2007      | Armintie Price      | Estados Unidos | Chicago Sky        | 3        | 2007  |
| 2008      | Candace Parker      | Estados Unidos | Los Angeles Sparks | 1        | 2008  |
| 2009      | Angel McCoughtry    | Estados Unidos | Atlanta Dream      | 1        | 2009  |
| 2010      | Tina Charles        | Estados Unidos | Connecticut Sun    | 1        | 2010  |
| 2011      | Maya Moore          | Estados Unidos | Minnesota Lynx     | 1        | 2011  |
| 2012      | Nneka Ogwumike      | Estados Unidos | Los Angeles Sparks | 1        | 2012  |
| 2013      | Elena Delle Donne   | Estados Unidos | Chicago Sky        | 2        | 2013  |
| 2014      | Chiney Ogwumike     | Estados Unidos | Connecticut Sun    | 1        | 2014  |
| 2015      | Jewell Loyd         | Estados Unidos | Seattle Storm      | 1        | 2015  |
| 2016      | Breanna Stewart     | Estados Unidos | Seattle Storm      | 1        | 2016  |
| 2017      | Allisha Gray        | Estados Unidos | Dallas Wings       | 4        | 2017  |
| 2018      | A'ja Wilson         | Estados Unidos | Las Vegas Aces     | 1        | 2018  |
| 2019      | Napheesa Collier    | Estados Unidos | Minnesota Lynx     | 6        | 2019  |
| 2020      | Crystal Dangerfield | Estados Unidos | Minnesota Lynx     | 16       | 2020  |
| 2021      | Michaela Onyenwere  | Estados Unidos | New York Liberty   | 6        | 2021  |
| 2022      | Rhyne Howard        | Estados Unidos | Atlanta Dream      | 1        | 2022  |
| 2023      | Aliyah Boston       | Estados Unidos | Indiana Fever      | 1        | 2023  |
| 2024      | Caitlin Clark       | Estados Unidos | Indiana Fever      | 1        | 2024  |